# Tecnologia adequada

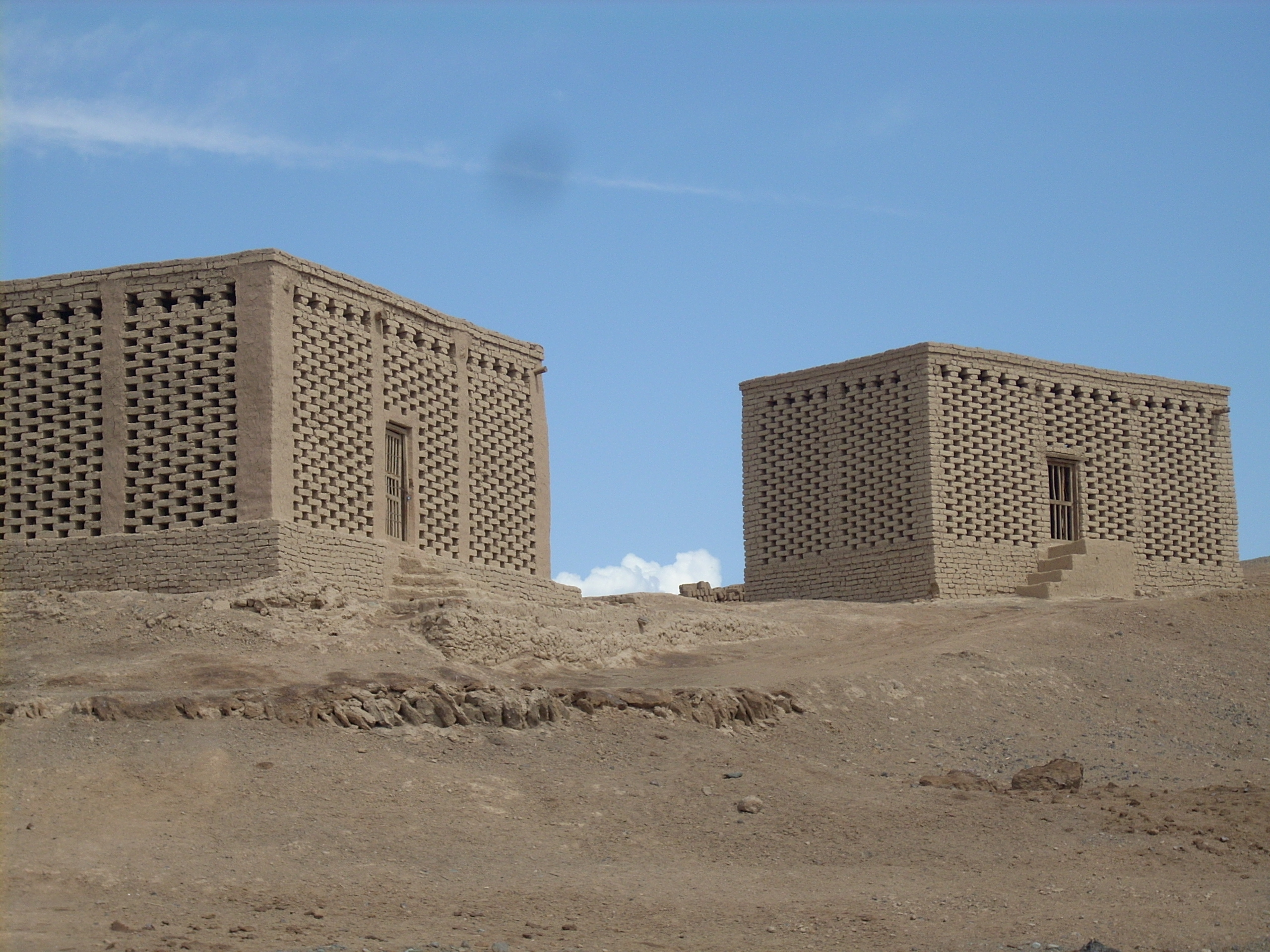
Txuntxe, llocs per assecar panses al Xinjiang

La tecnologia adequada (TA), també coneguda com a tecnologia apropiada o intermèdia, és aquella tecnologia que està dissenyada amb especial atenció als aspectes mediambientals, ètics, culturals, socials i econòmics de la comunitat a què es dirigeixen. Atenent aquestes consideracions, la TA normalment demanda menys recursos, és més fàcil de mantenir, presenta un menor cost i un menor impacte sobre el medi ambient.
Qui proposen el terme l'usen per descriure aquelles tecnologies que consideren més adequades per a seu un a les nacions en desenvolupament o en zones rurals subdesenvolupades de les nacions industrialitzades, en les que senten que les tecnologies puntes no podrien operar i mantenir-se. La tecnologia adequada normalment prefereix les solucions intensives en treball a d'altres intensives en capital, encara que utilitza mecanismes d'estalvi de treball quan això no implica alts costos de manteniment o de capital.
E. F. Schumacher diu que aquesta tecnologia, descrita al llibre El petit és bonic, tendeix a promoure valors com la salut, la bellesa i la permanència, en aquest ordre.
El que constitueix la tecnologia adequada en cada cas particular és matèria de debat, però el terme és usat generalment en teoritzar per qüestionar la tecnologia punta o el que consideren una excessiva mecanització, desplaçaments humans, esgotament de recursos naturals o increments de la pol·lució associada amb la industrialització. El terme ha estat aplicat sovint, encara que no sempre, a les situacions que es donen a les nacions en desenvolupament o a les zones rurals subdesenvolupades de les nacions industrialitzades.
Podria argumentar-se que per a una societat tecnològicament avançada una tecnologia més cara i complexa, que requereixi manteniment especialitzat i altes entrades d'energia podria ser una "tecnologia adequada". En tot cas, aquest no és el sentit habitual del terme.

## Rerefons del terme
El terme va adquirir rellevància durant la Crisi del petroli de 1973 i amb el moviment ecologista dels anys 70. L'economista britànic (i anterior assessor del Panell Britànic sobre el Carbó) E. F. Schumacher va ser un dels creadors del concepte.
Un terme relacionat, la tecnologia intermèdia, fa referència específicament a les eines que són més costoses o més sofisticades i complexes que aquelles que s'utilitzen habitualment en els països en desenvolupament, però que segueixen sent més barates o més accessibles que aquelles que s'utilitzarien en un país desenvolupat. Sovint, en els països en vies de desenvolupament, aquest és un primer pas dins dels criteris d'"adequació" proposats per aquests autors. Segons ells, normalment és "adequat" utilitzar només les tecnologies que poden ser reparades de manera local pels mateixos usuaris.
Es considera que una tecnologia és adequada quan té efectes beneficiosos sobre les persones i el medi ambient. Tot i que aquest tema és avui en dia (i probablement ho seguirà sent durant molt de temps) objecte d'intens debat, hi ha un ampli consens sobre les principals característiques que ha de tenir una tecnologia per ser social i ambientalment adequada.

### No provocar un dany previsible a les persones ni un dany innecessari als altres éssers vius (animals i plantes).
- No comprometre de manera irrecuperable el patrimoni natural de les futures generacions.
- Millorar les condiccions bàsiques de vida de totes les persones, independentment del seu poder adquisitiu.
- No ésser coercitiu i respectar els drets i possibilitats d'elecció dels seus usuaris voluntaris i de subjectes involuntaris.
- No tenir efectes generalitzats irreversibles, encara que aquests semblin a primera vista ésser beneficiosos o neutres.
- La inversió dels governs en les tecnologies adequades ha de prioritzar absolutament la satisfacció de les necessitats humanes bàsiques d'alimentació, vestimenta, habitatge, salut, educació, seguretat personal, participació social, feina i transport.

## Diverses utilitats i controvèrsies
Tecnologia intermèdia
"Tecnologia intermèdia" pot ser un sinònim de "tecnologia adequada". Aquest terme va ser encunyat per E. F. Schumacher per descriure aquella tecnologia que era significativament més avançada i costosa que els mètodes tradicionals, però que seguia sent un ordre de magnitud (deu vegades) més barata que la tecnologia dels països desenvolupats. Els partidaris d’aquesta tecnologia argumenten que pot ser fàcilment adquirida i utilitzada per persones en situacions empobrides, i segons ells, pot conduir a una major productivitat mentre es minimitza la dislocació social. Molta de la tecnologia intermèdia, a més, pot ser construïda i posada en funcionament utilitzant materials i coneixements locals.

### Tecnologies dures i toves
La tecnologia dura consisteix en tècniques d'enginyeria, estructures físiques i maquinària dissenyades per resoldre necessitats concretes d'una comunitat, utilitzant materials locals i fàcilment accessibles. A més, estan pensades per ser construïdes, utilitzades i mantingudes per aquestes poblacions locals amb una assistència externa bastant limitada (per exemple, tècnica, material o financera). Normalment, aquest tipus de tecnologia s’associa amb activitats econòmiques i la millora de la productivitat local.
La tecnologia tova es refereix a aquella tecnologia que tracta amb les estructures de la societat, els processos interactius humans i les tècniques de motivació. És l'estructura i el procés per a la participació social i la realització, per part d'individus i grups, de l'anàlisi de les situacions, la presa de decisions i les habilitats per implementar allò decidit que promouen els canvis.

### No necessàriament "baixa" tecnologia
La tecnologia adequada pot beneficiar-se de les investigacions més avançades, així com succeeix amb el filtre de drap que es va inspirar en els estudis sobre la propagació del còlera per l'aigua.
Pot emprar tecnologies molt recents, com per exemple, en àrees remotes del Nepal, la Fundación Ilumina el mundo utilitza un tipus de lluminàries led blanques. Aquestes representen una alternativa apropiada a les formes més tradicionals de il·luminació, ja que no provoquen problemes per la salut com les làmpades de querosè o les fogueres. A més, requereixen menys energia i una major fiabilitat, uns aspectes necessaris per a aquests llocs remots desconnectats de la xarxa de subministrament energètic.

### Definició alternativa detecnologia adequada
L'arquitecte britànic i expert en desenvolupament i assentaments humans, John F. C. Turner (coautor i editor del llibre Llibertat per construir i autor del llibre Edificació popular), ha afirmat que la tecnologia veritablement adequada és aquella que la gent ordinària pot utilitzar per al seu propi benefici i el de la seva comunitat, i que no els fa dependents de sistemes sobre els quals no tenen control.
El punt principal d’aquesta definició és que la tecnologia normalment crea dependències, de manera que, per ser realment adequada, la tecnologia hauria de millorar la capacitat local o regional per satisfer les necessitats locals, en lloc de crear o amplificar dependències de sistemes fora del control local. Aquesta definició s’alinea agradablement amb els moviments emergents per la relocalització i és paral·lela a la idea d’E. F. Schumacher que diu que "el petit és bell".